# 倫敦德里侯爵
倫敦德里侯爵（Marquess of Londonderry）是一個愛爾蘭貴族爵位，在1816年冊封予時任外交大臣卡蘇里子爵羅伯特·史都華的父親羅伯特·史都華。名稱來自於北愛爾蘭倫敦德里郡。

## 歷代侯爵
- 第一代倫敦德里侯爵羅伯特·史都華（英语：Robert Stewart, 1st Marquess of Londonderry）（1739–1821）
- 第二代倫敦德里侯爵羅伯特·史都華（1769–1822）
- 第三代倫敦德里侯爵查爾斯·范恩（英语：Charles Vane, 3rd Marquess of Londonderry）（1778–1854）
- 第四代倫敦德里侯爵弗雷德里克·史都華（英语：Frederick Stewart, 4th Marquess of Londonderry）（1805–1872）
- 第五代倫敦德里侯爵喬治·范恩-坦佩斯特（英语：George Vane-Tempest, 5th Marquess of Londonderry）（1821–1884）
- 第六代倫敦德里侯爵查爾斯·范恩-坦佩斯特-史都華（英语：Charles Vane-Tempest-Stewart, 6th Marquess of Londonderry）（1852–1915）
- 第七代倫敦德里侯爵查爾斯·范恩-坦佩斯特-史都華（英语：Charles Vane-Tempest-Stewart, 7th Marquess of Londonderry）（1878–1949）
- 第八代倫敦德里侯爵羅賓·范恩-坦佩斯特-史都華（英语：Robin Vane-Tempest-Stewart, 8th Marquess of Londonderry）（1902–1955）
- 第九代倫敦德里侯爵阿利斯泰爾·范恩-坦佩斯特-史都華（英语：Alistair Vane-Tempest-Stewart, 9th Marquess of Londonderry）（1937–2012）
- 第十代倫敦德里侯爵弗雷德里克·范恩-坦佩斯特-史都華（1972–），現任